# Ronde van Frankrijk 2006/Proloog
De proloog van de Ronde van Frankrijk 2006 werd verreden op 1 juli 2006 
op een biljartvlakke omloop in de straten van Straatsburg.

## Verloop
Lange tijd stond de Duitse tijdritkampioen Sebastian Lang genoteerd met de snelste tijd. De Noorse spurter Thor Hushovd was de eerste die onder die tijd dook. Enkel George Hincapie leek op weg de tijd te verbeteren, maar hij strandde op minder dan een seconde. David Zabriskie, proloogwinnaar van vorig jaar, werd derde.

## Uitslag
| rang | renner             | land             | ploeg                  | tijd    |
| ---- | ------------------ | ---------------- | ---------------------- | ------- |
| 1    | Thor Hushovd       | Noorwegen        | Crédit Agricole        | 8.17    |
| 2    | George Hincapie    | Verenigde Staten | Discovery Channel      | z.t.    |
| 3    | David Zabriskie    | Verenigde Staten | Team CSC               | op 0.04 |
| 4    | Sebastian Lang     | Duitsland        | Gerolsteiner           | z.t.    |
| 5    | Alejandro Valverde | Spanje           | Caisse d'Epargne       | z.t.    |
| 6    | Stuart O'Grady     | Australië        | Team CSC               | z.t.    |
| 7    | Michael Rogers     | Australië        | T-Mobile Team          | op 0.06 |
| 8    | Paolo Savoldelli   | Italië           | Discovery Channel      | op 0.08 |
| 9    | Floyd Landis       | Verenigde Staten | Phonak Hearing Systems | op 0.09 |
| 10   | Vladimir Karpets   | Rusland          | Caisse d'Epargne       | op 0.10 |

Proloog ·
1e etappe ·
2e etappe ·
3e etappe ·
4e etappe ·
5e etappe ·
6e etappe ·
7e etappe ·
8e etappe ·
9e etappe ·
10e etappe ·
11e etappe ·
12e etappe ·
13e etappe ·
14e etappe ·
15e etappe ·
16e etappe ·
17e etappe ·
18e etappe ·
19e etappe ·
20e etappe
Startlijst · Eindstanden · Afbeeldingen